# Ain't Done with the Blues
Ain't Done with the Blues je dvacáté studiové album amerického bluesového zpěváka a kytaristy Buddyho Guye. Vyšlo 30. července 2025 – v den jeho 89. narozenin – ve vydavatelství Silvertone Records a RCA Records. První singl z alba vyšel již v červnu 2025 pod názvem „How Blues Is That?“ Na albu se podílelo několik hostů, včetně Joea Bonamassy, Petera Framptona, Joea Walshe a skupiny The Blind Boys of Alabama. Produkoval jej Tom Hambridge, který s Guyem spolupracoval již od alba Skin Deep z roku 2008. Hambridge je zároveň spoluautorem většiny písní, dále se na albu nachází coververze několika starých bluesových písní; sám Guy je coby spoluautor uveden pouze u jedné.

## Seznam skladeb
| Pořadí | Název                      | Autor                                         | Délka |
| ------ | -------------------------- | --------------------------------------------- | ----- |
| 1.     | Hooker Thing               | John Lee Hooker, Bernard Besman               | 1:09  |
| 2.     | Been There Done That       | Tom Hambridge, Gary Nicholson                 | 3:48  |
| 3.     | Blues Chase the Blues Away | Tom Hambridge, Gary Nicholson                 | 4:50  |
| 4.     | Where U At?                | Tom Hambridge                                 | 4:02  |
| 5.     | Blues on Top               | Tom Hambridge, Richard Fleming                | 4:57  |
| 6.     | I Got Sumpin' for You      | Eddie Jones                                   | 2:33  |
| 7.     | How Blues Is That          | Tom Hambridge, Richard Fleming                | 4:24  |
| 8.     | Dry Stick                  | Buddy Guy, Tom Hambridge, Gary Nicholson      | 4:43  |
| 9.     | It Keeps Me Young          | Tom Hambridge, Richard Fleming                | 2:57  |
| 10.    | Love on a Budget           | Tom Hambridge, Richard Fleming, Jimmy Tennant | 3:49  |
| 11.    | Jesus Loves the Sinner     | Tom Hambridge, Richard Fleming                | 4:15  |
| 12.    | Upside Down                | Tom Hambridge, Richard Fleming                | 3:13  |
| 13.    | One from Lightnin'         | Preston Foster                                | 1:10  |
| 14.    | I Don't Forget             | Tom Hambridge, Richard Fleming                | 3:32  |
| 15.    | Trick Bag                  | Earl King                                     | 4:30  |
| 16.    | Swamp Poker                | Tom Hambridge                                 | 5:02  |
| 17.    | Send Me Some Loving        | John S. Marascalco, Leo Price                 | 2:46  |
| 18.    | Talk to Your Daughter      | J. B. Lenoir, Alex Adams                      | 3:14  |

## Obsazení
- Buddy Guy – zpěv, kytara
- Rob McNelley – kytara

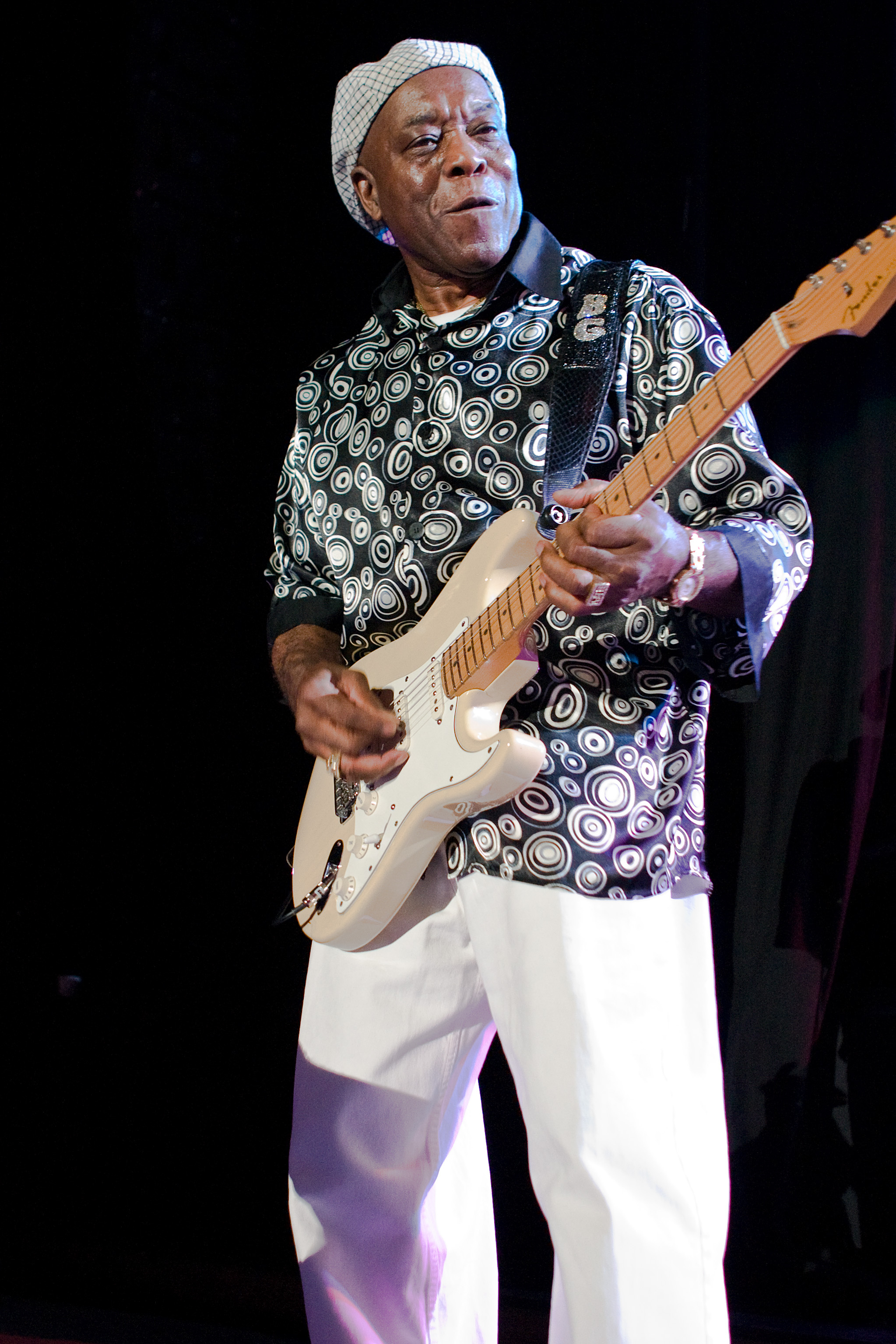
Buddy Guy (2008)

- Tom Hambridge – bicí, perkuse, bonga, doprovodné vokály
- Glenn Worf – baskytara
- Tal Wilkenfeld – baskytara
- Joe Bonamassa – kytara
- Peter Frampton – kytara
- Rob McNelley – kytara
- Christone „Kingfish“ Ingram – kytara, zpěv
- Emil Justian – tleskání
- Tommy MacDonald – tleskání
- Mike Rojas – varhany, klávesy
- Chuck Leavell – varhany, klavír
- Kevin McKendree – klavír
- Max Abrahams – saxofon
- Joe Walsh – kytara, zpěv
- Steve Patrick – trubka, křídlovka
- The Blind Boys of Alabama – zpěv
- Michael Hicks – doprovodné vokály